# Горячев, Сергей Евгеньевич
Сергей Евгеньевич Горячев (род. 4 сентября 1976, Гаврилов-Ям, Ярославская область) — российский военнослужащий, участник боевых действий на Северном Кавказе, Герой Российской Федерации, командир разведгруппы отряда специального назначения «Русь» Внутренних войск Министерства Внутренних Дел Российской Федерации, прапорщик.

## Биография
Родился 4 сентября 1976 года в городе Гаврилов Ям Ярославской области. Русский. Окончил на родине среднюю школу.
Во Внутренних войсках МВД России с 1994 года. Проходил срочную службу в отряде спецназа «Русь», принимал участие в боях первой чеченской войны 1994—1996 годов. В боях проявил мужество и хладнокровие. Когда пришел срок уходить в запас, командир предложил опытному бойцу заключить контракт. Сергей согласился, продолжил воинскую службу по контракту в своей воинской части, а затем окончил школу прапорщиков.
В августе 1999 года спецназ «Русь» был переброшен в Дагестан, где шли трудные бои против банд Басаева и Хаттаба, вторгшихся из Чечни. Сергей был тогда хоть и в звании прапорщика, но уже на офицерской должности: командовал разведгруппой. 29 августа 1999 года его разведгруппа была включена в сводный отряд подполковника А. Л. Стержантова, которому была поставлена задача захватить гору Чабан. Группа погрузилась в кузова двух автомобилей-рефрижераторов, скрытно проникла в глубь позиций боевиков, а затем после марш-броска по тылам врага скрытно вышла к горе. Ретранслятор был захвачен сразу, а его охрана не успела оказать организованного сопротивления и практически полностью была уничтожена. Впрочем, это был достаточно легкий успех, а настоящий бой начался потом. Обозленные боевики предпринимали одну за другой попытки уничтожить спецназовцев. Атаки сменялись массированным обстрелом, а затем снова начинались атаки. Прапорщик Горячев умело командовал своей группой. Через его позиции враг не прошел. В этом бою лично уничтожил нескольких врагов, а в тяжелые минуты боя из-под шквального огня вынес в укрытие тяжелораненого лейтенанта, а вслед за ним — тяжелораненого рядового. Свыше семи часов маленький отряд в 60 человек вел неравный бой, а затем прорвал вражеские позиции и вышел к своим, вынеся всех раненых, а также тела погибших бойцов.
Тогда не удалось взять мятежные села Карамахи и Чабанмахи — единственные, поддержавшие вторжение боевиков. Впрочем, к тому времени эти села практически полностью отделились от России, изгнав всех представителей власти. Но Сергей Горячев вернулся в те места, и вернулся совсем скоро. Уже 11 сентября 1999 года спецназ вновь действовал на подступах к селу Карамахи, разведывая подходы для штурмовых подразделений. Ведя своих бойцов к селу, Сергей Горячев обнаружил группу боевиков, преследующую его разведгруппу. Он в упор открыл по врагу огонь из автомата, вызвав замешательство в их рядах. Минутная заминка врага сыграла свою роль — натренированные бойцы быстро заняли круговую оборону, встретили врага мощным огнём и сами вынудили его к бегству. Своими мужественными действиями прапорщик Горячев спас жизнь всем своим подчиненным и решил исход боя в пользу российских войск.
Указом Президента Российской Федерации № 305 от 4 февраля 2000 года за мужество и героизм, проявленные в ходе контртеррористической операции в Северо-Кавказском регионе прапорщику Горячеву Сергею Евгеньевичу было присвоено звание Героя Российской Федерации с вручением медали «Золотая Звезда».
Продолжил службу во Внутренних войсках Российской Федерации. Окончил экстерном Санкт-Петербургский военный институт внутренних войск МВД России. В настоящее время Сергею Горячеву присвоено воинское звание «старший лейтенант».
Награждён медалью «За отвагу».